# Dretyń
Dretyń (deutsch Treten) ist ein Dorf in der polnischen Woiwodschaft Pommern. Es gehört zur Gmina Miastko (Gemeinde Rummelsburg) im Powiat Bytowski (Bütower Kreis).

## Geographische Lage
Das Dorf liegt in Hinterpommern, etwa 175 Kilometer östlich von Stettin, etwa 110 Kilometer westlich von Danzig und elf Kilometer nördlich von Miastko (Rummelsburg i. Pom.).
In dem Gelände des ehemaligen Gutsbezirk Treten befinden sich Torfmoore in der Größe von sechs bis 25 Hektar und insgesamt 248 Hektar, in denen früher Torf für den Eigenbedarf aber auch für den Verkauf gestochen wurde.

## Geschichte

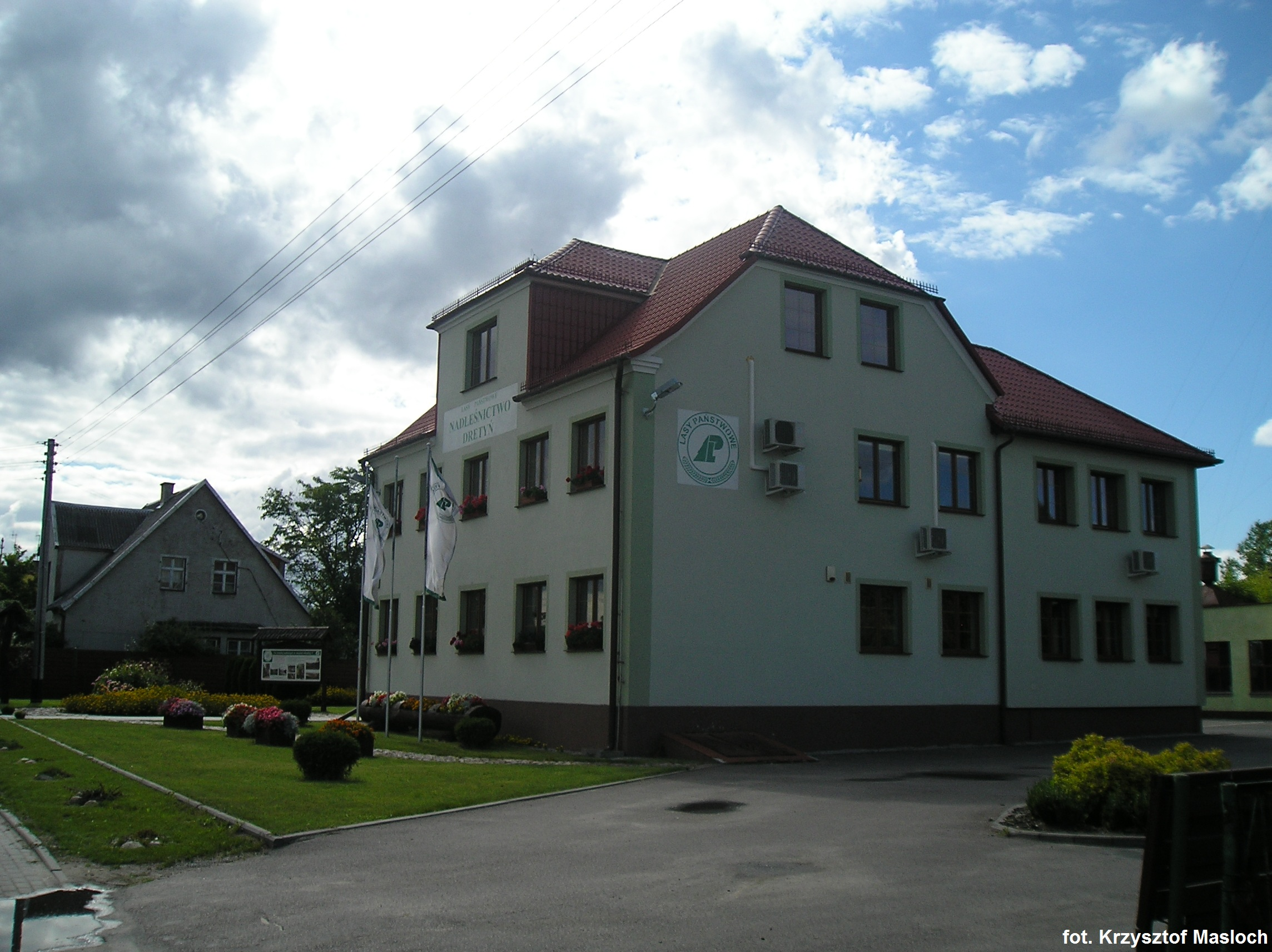
Verwaltungsgebäude (Oberförsterei)

Treten, nördlich von Rummelsburg und westnordwestlich des Dorfs Rohr, auf einer Landkarte von 1915

Treten, nördlich von Rummelsburg und östlich von Pollnow, auf einer Landkarte von 1910 (Karte ist durch Anklicken vergrößerbar)

In Ludwig Wilhelm Brüggemanns Beschreibung des Herzogtums Vor- und Hinterpommern (1784) ist Treten unter den adeligen Gütern des Rummelsburgschen Kreises aufgeführt. Damals gab es hier drei Vorwerke, „die um das Dorf herum liegen,“ eine Wassermühle, eine Ziegelei, einen Prediger, einen Küster, 21 Bauern, neun Kossäten, einen Krug und eine Schmiede. Ferner gehörten zu Treten ein weiteres Vorwerk, an der Grenze zur Stadt Rummelsburg gelegen, und zwei sogenannte Buschkaten, in denen Holzwärter wohnten. Insgesamt hatte Treten 49 Haushaltungen („Feuerstellen“). Die Kirche war eine Mutterkirche mit Filialkirchen in Rohr und in Brotzen.
Ab dem 19. Jahrhundert bestanden in Treten ein Gutsbezirk und eine Landgemeinde. Im Jahre 1910 zählte der Gutsbezirk Treten 543 Einwohner und die Landgemeinde Treten 519 Einwohner.
Am 1. September 1924 wurden einige Wohnplätze im Süden des Tretener Gutsbezirks ausgegliedert und zur neuen Landgemeinde Julienhof zusammengefasst.
Am 1. April 1927 hatte der  Gutsbezirk Treten eine Flächengröße von 4085 Hektar, und am 16. Juni 1925 hatte der Gutsbezirk 580  Einwohner.  Am 1. Januar 1929 wurde ein Teil des Tretener Gutsbezirks ausgegliedert und in die Landgemeinde Julienhof eingegliedert, und das Restgut Treten wurde in die Landgemeinde Treten eingegliedert.
Anfang der 1930er Jahre hatte die Landgemeinde Treten eine Flächengröße von 54,6 km². Innerhalb der Gemeindegrenzen standen zusammen 117 bewohnte Wohnhäuser an 14 verschiedenen Wohnstätten:
1. Augustwalde
2. Chausseehaus
3. Domäne
4. Forsthaus Amalienhof
5. Forsthaus Friedrichshuld
6. Forsthaus Lauterbach
7. Forsthaus Neuhof
8. Forstsekretärgehöft Treten
9. Grünhof
10. Mühle
11. Neustadt
12. Oberförstereigehöft Treten
13. Treten
14. Waldarbeitergehöft Eichthal

Um 1935 gab es in Treten  unter anderem zwei Gasthöfe, ein Bankgeschäft, drei Gemischtwarenläden, zwei Bäckereien, zwei Metzgereien, eine Branntweinbrennerei, eine Mühle, eine Sattlerei, drei Schmieden, zwei Stellmachereien und eine Tischlerei.
Bis 1945 bildete Treten eine Landgemeinde im Kreis Rummelsburg der preußischen Provinz Pommern im Deutschen Reich. Treten war Sitz des Amtsbezirks Treten.
Die Gemeinde zählte im Jahre 1925 1012 Einwohner in 213 Haushaltungen, und im Jahre 1939 845 Einwohner.
Gegen Ende des Zweiten Weltkriegs wurde Treten Anfang März 1945 von der Roten Armee eingenommen. Anschließend wurde Treten zusammen mit ganz Hinterpommern von der Sowjetunion der Volksrepublik Polen  zur Verwaltung überlassen. Der Ortsname wurde zu „Dretyń“ polonisiert. Die einheimische Bevölkerung wurde in der Folgezeit von der polnischen Administration vertrieben.

## Kirchspiel bis 1945
Die evangelische Dorfkirche wurde im Krieg zerstört.
Die vor 1945 anwesende Dorfbevölkerung war mit wenigen Ausnahmen evangelischer Konfession. Die evangelischen Einwohner gehörten zum Kirchspiel Treten. Der Bestand an Kirchenbüchern reichte bis 1686 zurück.
Das katholische Kirchspiel war in Rummelsburg i. Pom.

## Persönlichkeiten

### Söhne und Töchter des Ortes
- Louis von Massow (1821–1905), preußischer Generalmajor und Intendant des Gardekorps
- Otto Kuske (1886–1945), deutscher Maler

### Mit dem Ort verbunden
- Johann von Massow (1761–1805), Landrat des Kreises Rummelsburg, starb auf seinem Gut Treten
- Ferdinand von Schack (1787–1846), preußischer Generalmajor und Kommandeur einer Kavallerie-Brigade, starb auf seinem Gut Treten